# Victorwithius monoplacophorus
Victorwithius monoplacophorus är en spindeldjursart som beskrevs av Renato Neves Feio 1944. Victorwithius monoplacophorus ingår i släktet Victorwithius och familjen Withiidae. Inga underarter finns listade i Catalogue of Life.